# 림뷔르흐 공국 (중세)
림뷔르흐 공국 (Limbourg)은 중세 시대 신성 로마 제국을 구성했던 제국정치체였다. 오늘날 벨기에의 리에주 지방에 해당되는 영토를 차지하였으며 이웃한 림뷔르흐주의 월경지인 푸런 시도 차지하였다. 대표도시는 림뷔르흐, 지금의 벨기에 랭부르 시에 해당된다.
11세기 초 아르덴-룩셈베르크가의 프리드리히가 다스리던 백작령으로부터 출발하였다. 후대에 이르러 '림뷔르흐'라는 요새 도시를 건설하고 공국으로 승격되면서 그 이름도 도시의 명칭을 따왔다. 프리드리히는 집안의 막내였지만 영지를 잘 다스린 점을 인정받아 1046년 네더로타링언 공작이 되었다. 림뷔르흐 공국의 영주권은 처음부터 공작의 소유권과 자연히 연계된 상태는 아니었기에 인근의 브라반트 백작과 영주권 갈등을 빚었으며 결국 브라반트 공작과 림뷔르흐 공작이라는 두 개의 작위가 신설되었다.
1283년 프리드리히의 손자 하인리히를 끝으로 가문의 대를 잇지 못하는 바람에 림뷔르흐 상속 전쟁이 벌어졌으며 이후 림뷔르흐는 브라반트 공작이 동군연합 형태로 다스리게 되었다. 이후 브라반트 공작령의 변경지역인 '오버르마스', 지금의 달렘, 팔켄뷔르흐, 스헤르토헨라더 일대와 함께 부르고뉴령 네덜란드의 17주 가운데 하나가 되었다. 16세기 네덜란드 독립 전쟁과 스페인 왕위 계승 전쟁으로 인근 저지대 지역의 많은 영토가 떨어져 나갔음에도 불구하고 림뷔르흐 공국은 합스부르크가가 지배하던 네덜란드 남부의 한 지역으로 남아 있었다. 그러나 1789년 브라반트 혁명이 실패로 돌아간 데 이어 1793년 프랑스 혁명군이 점령하면서 공국의 역사는 종말을 맞이하게 되었다. 이후 옛 림뷔르흐 공국의 동쪽 끝 영토는 프로이센과 벨기에 등의 국가에 걸쳐 있다가 제1차 세계 대전이 끝난 뒤 비로소 벨기에의 영토로 정리되었다.
림뷔르흐 공국은 당시 여러 언어권의 경계에 위치했던 지역답게 네덜란드어, 프랑스어, 독일어 방언이 공존하는 변경지역이었으며 이는 중세시대 뿐만 아니라 오늘날에도 여전하다. 림뷔르흐 공국의 북쪽과 동쪽 국경은 오늘날 벨기에, 네덜란드, 독일의 국경이 만나는 삼합점 일대와 대략 일치한다. 공국의 일부였던 오이펜 일대의 동부 지역은 현재 벨기에의 독일어 공동체 지역의 최북단에 해당되는 곳이자 행정수도로 기능하고 있다. 한편 림뷔르흐 공국은 페이드에브르 (Pays de Herve) 지역의 대부분을 차지하였는데, 이 지역은 톡 쏘는 냄새와 부드러운 식감의 림부르거 치즈가 생산되는 지역으로 유명하다.

## 지리
림뷔르흐의 영토는 서쪽의 뫼즈강 (마스강)과 동쪽의 제국도시 아헨 사이의 저지대에 위치해 있었다. 제국의 중심지역인 리에주와 아헨을 잇는 도로 상의 발렌 (Baelen)을 중심으로 드넓은 영지가 설정되었다. 당시에는 주로 사냥용으로 쓰였으며 농지로는 많이 개발되지 않던 상태였다.
영지 내에는 도로가 교차하는 요충지로 '하이메르스베르흐' (Heimersberch)라는 곳이 있었는데, 1030년경 프리드리히가 이곳의 자연 돌출지형을 택하여 백작령의 수도를 건설하고 '림뷔르흐' (Limburg)라 이름하였다. 지명의 유래는 동시대 잘리어가에서 소유권을 이전받아 성당으로 전환하였던 림부르크 요새 요새의 명칭을 따온 것이라는 설이 제기되고 있다.
림뷔르흐 공국의 대표도시는 림뷔르흐와 오이펜이었다. 림뷔르흐의 영지는 5개 사법구역 (Hochbänke, 호흐뱅케)로 나뉘었으며 그 목록은 다음과 같다.

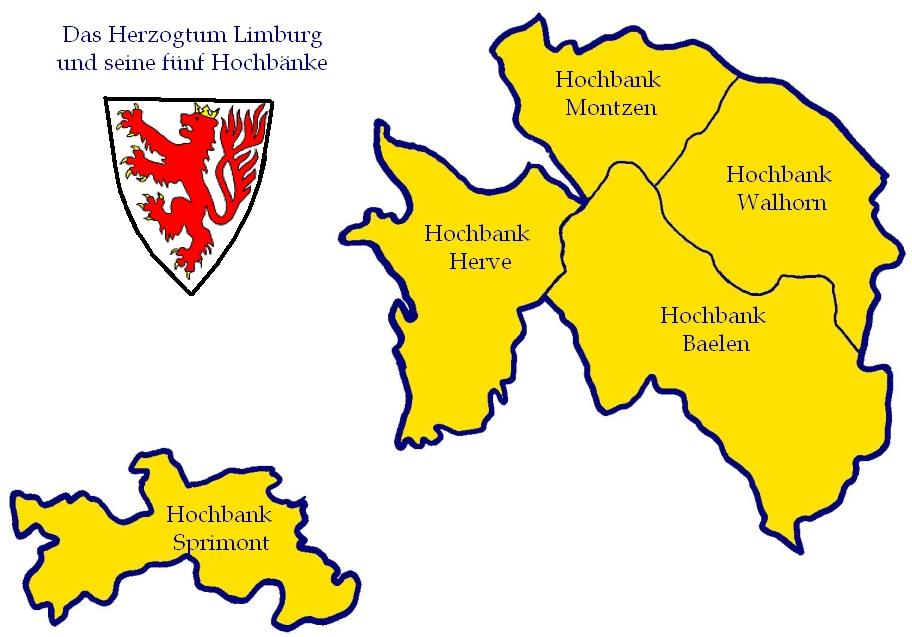
월경지 스프리몽을 비롯한 림뷔르흐 공국의 5대 사법구역

- 발렌 (Baelen) - 공국 동남부의 옛 백작령 거점. 요새도시 림뷔르흐, 오이펜, 벨켄레트가 여기에 속했다.
- 에르브 (Herve) - 공국 남서부 지역. 디송, 티미스테르, 클레르몽이 여기에 속했다.
- 몬천 (Montzen) - 공국 북서부 지역. 켈미스, 모레스네, 퇴벤이 여기에 속했다.
- 발호른 (Walhorn) - 공국 북동부 지역. 에나턴, 하우세, 론천이 여기에 속했다.
- 스프리몽 (Sprimont) - 공국 남서부의 월경지로 리에주 대주교령으로 둘러싸여 있었다.

림뷔르흐 공국의 영토는 서쪽의 주교후국, 남쪽의 스타블로말메디 공국과 룩셈부르크 백국과 복잡한 경계를 나누고 있었다. 동쪽으로는 라인강에 자리한 율리히 공국이 있었으며, 북쪽에는 오늘날 네덜란드 림뷔르흐 지방의 슬레나컨(Slenaken), 비텀(Wittem)과 달험(Dalhem), 스에르토헨라더 ('s-Hertogenrade) 등 소규모 영지가 자리해 있었는데, 이들은 브라반트 백국이 통치하였으며 마스강 너머의 변경지대라는 뜻에서 '오버르마스' (Overmaas)라 칭하거나, 이들 지역도 아예 림뷔르흐라고 뭉뚱그려 부르기도 하였다. 북동쪽에는 제국도시 아헨이 있었다.
언어학적으로 림뷔르흐 공국은 로망스어군과 게르만어군 사용지역 간의 경계지대에 위치했다. 북부~동부 지역에서는 림뷔르흐어와 리푸아리아어 방언이, 남서부 헤르베 일대 지역에서는 왈롱어가 주로 쓰였다.

## 역사

### 중세 시대

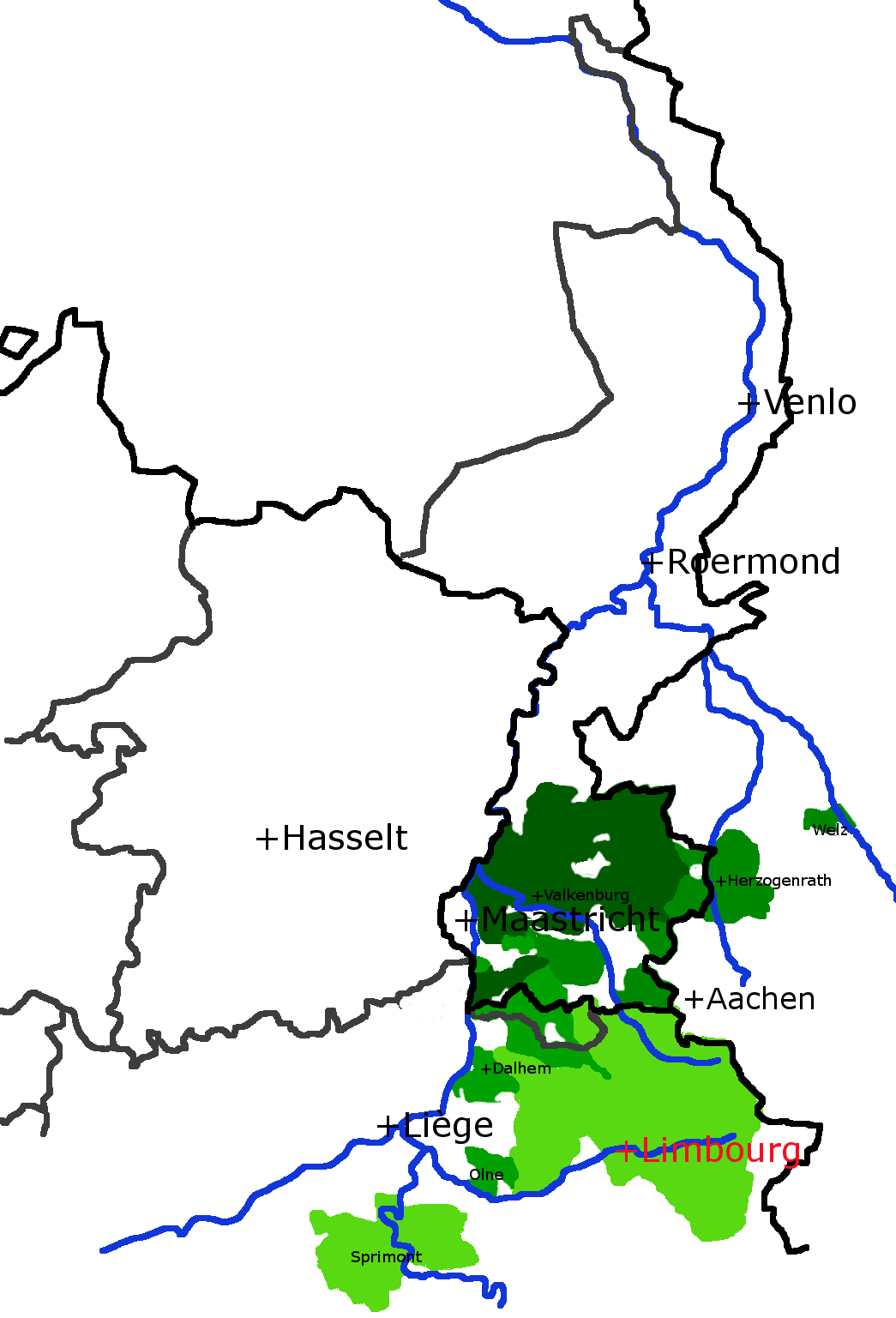
중세 시대 브라반트 공국의 '오버르마스' (Overmaas) 지역과 브라반트 공작이 다스리던 림뷔르흐 공국의 영역을 나타낸 지도. 16세기 들어 이들 영토는 하나로 묶여 네덜란드 17주의 하나가 되었으며 림뷔르흐라고도 칭하였다. 검은 선은 오늘날의 국경과 지역 경계를 나타낸 것이다.

림뷔르흐 공국은 11세기 현 왈롱 지방의 랭부르 마을 일대 영지로부터 출발하였다. 1020년경 로타링기아 백작 비게리크의 후손, 네더로타링언의 프리드리히공이 베드르강 유역에 림부르크성을 처음 건설하였다. 프리드리히공의 영지는 발렌 (림부르크 포함), 에르브, 몬천, 발호른, 스프리몽 월경지 등으로 이루어졌다. 프리드리히의 최종 후계자는 네더로타링언 공작 하인리히였으나, 영지를 물려받기 이전인 1065년경에 우돈 백작이란 인물이 '림뷔르흐 백작'으로 칭해진 기록도 남아 있다. 이에 대해 우돈 백작이 프리드리히의 딸과 결혼하였고 둘 사이에 낳은 아들이 헨리라는 설도 제기되고 있다.
하인리히는 프리드리히의 공작령 상속권을 주장하였고 끝내 1101년 하인리히 4세 황제로부터 승인을 받았다. 오늘날 벨기에 대부분 지역의 역사가 그렇듯 림뷔르흐 공국은 네더로타링언 공국에 속해 있었다. 한동안 네더로타링언 지역은 자체 공작령으로 묶여 있었으며, 림뷔르흐 공국이 비로소 공작 지위를 얻게 된 것도 네더로타링언 공국에서 분리되어 나왔기 때문이다. 마찬가지로 네더로타링언 공국의 계승에 적극적으로 나섰던 브라반트 백작도 브라반트 공국이 되었다. 두 백국간의 경쟁 속에서 로티어 공작 지위를 가져간 것은 브라반트 백작이었으나, 실질적으로 네더로타링언이 두 영지로 분리됨으로서 작위 자체는 무의미하게 되었다. 로티어 공작의 지위에 의문이 생기자 림뷔르흐 백작은 '림뷔르흐 공작'이라는 새로운 작위로 승격할 것을 주장하였고, 1165년 황제 프리드리히 1세로부터 공인받았다.
림뷔르흐 공작은 대를 거듭하여 영지를 불려 나갔다. 1214년 발레란 3세가 룩셈부르크 공작녀 에르메신데와 결혼하여 룩셈부르크 백작이 되었으며, 1225년에는 아들 하인리히 4세가 베르크의 이름가르트와 결혼하여 베르크 백작이 되었다.

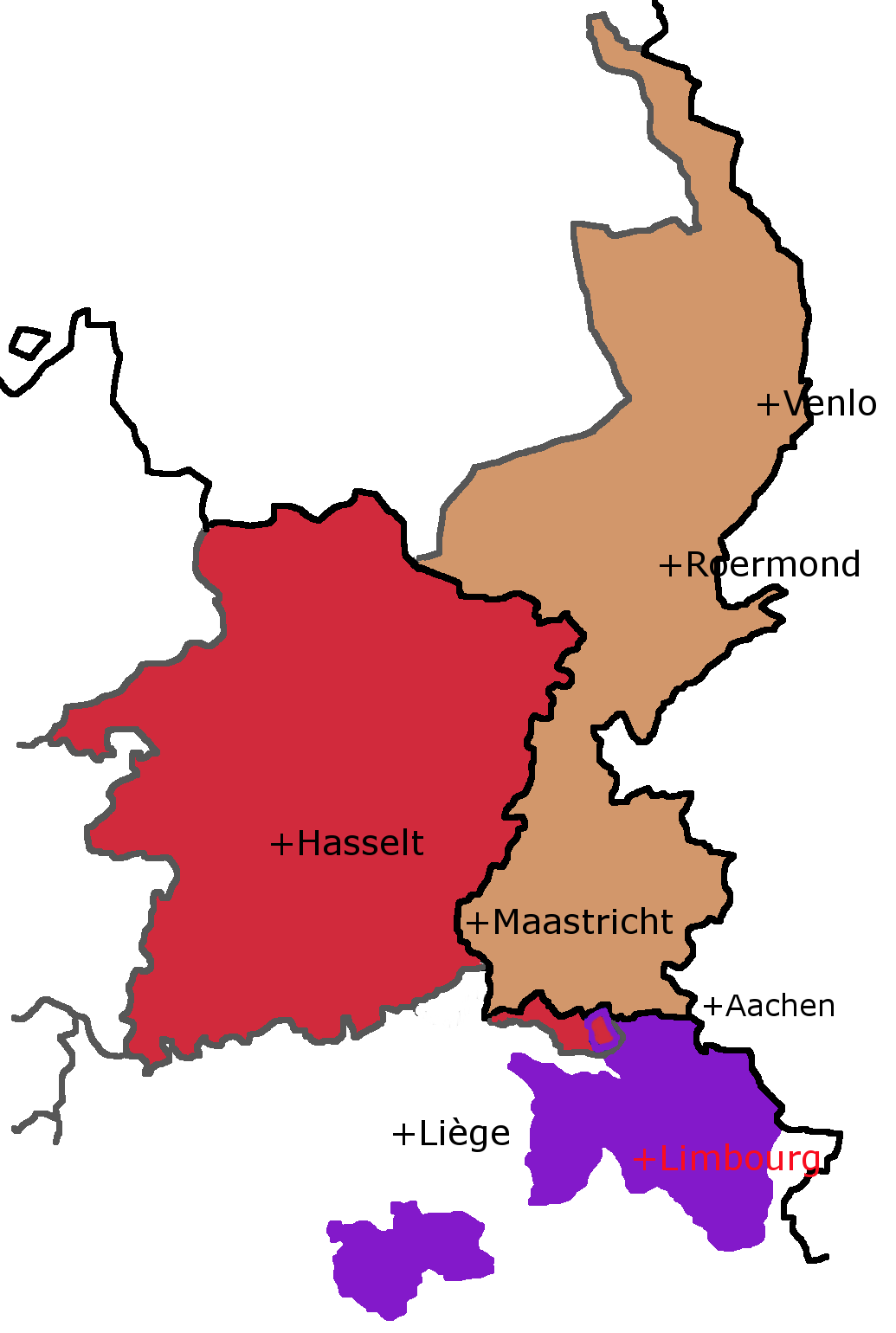
오늘날 벨기에와 네덜란드에 걸쳐 있는 림뷔르흐 지역의 지도. 중앙부의 붉은 지역은 1977년 벨기에 림뷔르흐주에 속하게 된 포렌 동부 지역의 토이벤과 레메르스달 마을이다.

그러나 하인리히의 아들 발레란 4세 (Waleran IV)는 딸 이름가르트 (Irmgard)만 남겨두고 1279년 세상을 떠났는데, 이름가르트는 겔데른 백작 레기날트 1세와 혼인에 성공하였으나 자녀를 남기지 못하고 1283년에 사망하였다. 영지의 상속을 놓고 림뷔르흐 상속 전쟁이 발발한 가운데 1288년 보링겐 전투에서 최종 승리를 거둔 브라반트 공작은 독일왕 루돌프 1세의 승인하에 림뷔르흐 공국의 지배권을 확보하였다. 림뷔르흐 공국은 브라반트 공국과 동군연합을 이루면서도 별개의 황제령으로 남아 있었다.

### 합스부르크가와 그 이후
1404년 림뷔르흐 공국의 소유권이 브라반트 여공작 조안나에서 부르군트 공작 필리프 2세의 아들 안톤에게 넘어갔다. 1482년 부르군트 여공작 마리가 사망하자 오스트리아의 합스부르크가에 있던 마리의 후손들이 상속받게 되었다. 1512년 부르군트 관구가 신설된 가운데 림뷔르흐 공국은 합스부르크가가 소유한 네덜란드 17주 가운데 하나가 되었으며, 마스강 너머 영토 (Laden van Overmaas / 란던판오버르마스)에 해당되는 달험, 헤르조헨라트, 팔켄뷔르흐 일대 지역과 마스트리흐트 일대가 하나로 묶이게 되었다. 당시 림뷔르흐 지역의 주요도시로는 에르브, 몬천, 론천, 오이펜, 발렌, 에스뇌 등이 있었다.
1556년 신성로마제국의 카를 5세 황제가 퇴위하자, 부르고뉴 영지는 카를 5세의 아들이자 스페인 국왕이었던 펠리페 2세에게 넘어갔다. 펠리페 2세의 네덜란드 총독 알바 공작은 '문제위원회'를 운영하며 현지 귀족에 강경 정책을 펼쳤는데 이에 저항한 봉기 세력에 의해 네덜란드 독립 전쟁이 발발하였다. 80년 뒤인 1648년 체결된 베스트팔렌 조약으로 오베르마스 지방의 일부 지역이 네덜란드 공화국에 양도되어, 이들 지역은 네덜란드의 림뷔르흐 지방으로 알려지게 되었다. 1661년에는 양국간의 합의에 따라 달험 시가 추가로 분할 통치되었다. 다만 이들 지역은 기존 림뷔르흐 공국의 영토는 아니었는데, 림뷔르흐 공국 자체는 스페인 합스부르크가가 통치중인 남네덜란드 지역, 즉 스페인령 네덜란드의 일부로 남아 있었다. 이후 1713년 위트레흐트 조약에 따라 오스트리아 합스부르크가의 소유로 넘어가면서 오스트리아령 네덜란드에 속했다.
1794년 프랑스 혁명정부가 네덜란드 일대를 점령하면서 림뷔르흐 공국과 오버르마스 지방도 각각 우르트주 (Ourthe)와 뫼즈앵페리외르주 (Meuse-Inférieure)라는 프랑스의 정식 주로 편입되었다. 뫼즈앵페리외르주의 경우 지금의 벨기에와 네덜란드 사이에 걸쳐 있는 림뷔르흐 지방의 단초가 되었다. 나폴레옹 1세와 프랑스 제국의 몰락 이후 개최된 빈 회의의 결과로, 기존 림뷔르흐 공국의 영토 가운데 독일어를 사용하는 동부 지역은 오늘날 벨기에-독일 국경을 따라 있는 다른 여러 영토와 함께 프로이센 왕국에 편입되었다. 그러나 제1차 세계 대전 이후로는 벨기에의 영토로 재차 넘어가, 옛 공국의 원래 영토가 다시 하나로 묶이게 되었다.

## 같이 보기
- 림뷔르흐 공작
- 림뷔르흐 공국 (근대)
- 림부르거 치즈
- 중립 모레스네